# Ética feminista
Ética feminista é uma abordagem ética que se baseia na crença de que, tradicionalmente, a teoria ética tem desvalorizado/ou sub-apreciado a moral das mulheres e suas experiências e, portanto, escolhe reinventar a ética através de uma abordagem e visão holística feminista.

## Conceito
Filosofas feministas criticam a ética tradicional como pré-eminentemente focada na perspectiva dos homens, com pouca consideração para o ponto de vista das mulheres. Questões de cuidado e  moralidade na vida privada e familiar, as responsabilidades eram tradicionalmente considerados como assuntos triviais. Geralmente, as mulheres são retratadas como eticamente imaturas e superficial em comparação aos homens. A ética tradicional premia traços masculinos culturais como "a independência, a autonomia, o intelecto, a vontade, a desconfiança, hierarquia, dominação, cultura, transcendência, produto, ascetismo, guerra e morte", e dá menos peso para traços culturalmente femininos como "interdependência, comunidade, ligação, partilha, emoção, corpo, confiança, ausência de hierarquia, a natureza, a imanência, o processo, a alegria, a paz e a vida." A ética tradicional é convencionalmente "macho" orientada, em que a razão moral é visualizada através de um quadro de regras, direitos, universalidade e imparcialidade. As abordagens "femininas" para a razão moral enfatiza os relacionamentos, responsabilidades, particularidade e parcialidade.

## Fundo histórico
A ética feminista desenvolveu-se com Uma Reivindicação pelos Direitos da Mulher de Mary Wollstonecraft, publicado em 1792. Com as novas ideias do Iluminismo, feministas foram capazes de individualmente viajar mais do que nunca, gerando mais oportunidades para a troca de ideias e o avanço dos direitos das mulheres. Com os novos movimentos sociais, como o Romantismo, desenvolveu sem precedentes visão otimista sobre a capacidade humana e seu destino. Esse otimismo foi refletido no ensaido de John Stuart Mill, The Subjection of Women (1869). As abordagens feministas para ética, foram desenvolvidas em torno deste período, por pessoas notáveis como Catherine Beecher, Charlotte Perkins Gilman, Lucretia Mott e Elizabeth Cady Stanton , com ênfase sobre a natureza de género da moralidade, especificamente relacionadas com "moralidade das mulheres".

### Charlotte Perkins Gilman
A escritora americana e socióloga, Charlotte Perkins Gilman imaginou um mundo ficcional, "Herland". Nesta sociedade sem homens, as mulheres produzem suas filhas através de partenogênese e vivem uma moralidade superior. A sociedade centrada nas mulheres valoriza tanto o zelo e a maternidade enquanto desanima abordagens individualistas, competitivas para a vida. O pensamento de Gilman é que em um cenário onde as mulheres poderiam relacionar-se de forma cooperativa não haveria nenhuma necessidade de dominar o outro. Herland cultiva e combina as melhores virtudes "femininas"  e "masculinas" juntas para cria uma co-existência humana, a virtude. Se uma sociedade quer ser virtuosa, de acordo com Gilman, deve exemplificar a utopia de Herland. No entanto, enquanto as mulheres são dependentes dos homens para apoio econômico, elas continuarão a ser conhecidas por seu servilismo e os homens por sua arrogância. As mulheres precisam ser igual aos homens economicamente antes que possam desenvolver-se de maneira verdadeiramente humana uma virtude moral, isto é uma mistura perfeita entre o orgulho e a humildade que podemos chamar de auto-respeito.

## Ética do cuidado
Carol Gilligan e Nel Noddings são expoentes de uma ética do cuidado feminista que crítica a ética tradicional por tratar com descaso, banalizar ou atacar valores e virtudes culturalmente femininas. No século XX, as feminista eticistas desenvolveram uma variedade de abordagens do cuidado centrada no feminismo e a ética em comparação as abordagens de cuidados não-feminista. Elas tendem a apreciar o impacto das questões de gênero de forma mais plena. Feminista eticistas de cuidado focam-se em tendências das sociedades patriarcais em não apreciar o valor e os benefícios de mulheres, formas de amar, de pensar, de trabalhar e de escrever e tendem a ver mulheres como subordinadas.

## Ética da justiça
Aética da justiça feminista é uma visão feminista sobre a moralidade, que procura envolver-se com, e, por fim, transformar, as abordagens tradicionais, universais da ética. Como a maioria dos tipos de ética feminista, a ética da justiça analisa o modo como o sexo é deixado de fora das considerações mainstream de ética. A ética mainstream é tida como de orientação masculina. No entanto, a ética da justiça feminista difere consideravelmente das outras. Um conjunto de ética universal é uma parte significativa da ética da justiça feminista. Está disciplina deixa clara a divisão entre moralidade "grossa" e moralidade  "fina". Outras abordagens éticas que definem e diferencia o grupo é o meio cultural e ou outros fenômenos são considerados como moralidade "grossa". Feministas da ética da justiça afirmam que a ordem moral "grossa" em oposição a moralidade "fina", são intrinsecamente propensos à erosão válida da crítica feminista.

## Ética feminista e o futuro
Eticistas feministas acreditam que é uma obrigação para as mulheres, de diferentes pontos de vista serem ouvidas, e em seguida, para a chegada inclusiva de um consenso a partir da análise de suas visões. Para tentar conseguir isto e empurrar em direção a igualdade de gênero com homens juntos é o objetivo da ética feminista.
"O objetivo da ética feminsta é a transformação das sociedades e situações onde as mulheres são prejudicadas, por meio da violência, subordinadas e excluídas. Quando tais injustiças são evidentes, agora e no futuro, ativistas feministas radicais continuaram seu trabalho de protesto e ação após cuidadosa avaliação e reflexão"

## Ética feminista e Relações Internacionais
As feministas teorizam que a ética amplia o escopo das esfera das Relações Internacionais predominantemente masculina. Isto é especialmente importante para as questões da esfera privada tomarem o palco para o público, que inclui questões como os direitos da criança, violência de gênero e a discriminação, as relações de gênero em sociedades dilaceradas pela guerra, e outras questões semelhantes, que são difíceis de aparecer relevantes nos principais debates da ética nas relações internacionais. Os diálogos feministas com a ética são quase inevitavelmente presente para a esfera privada e são conhecidos apenas pela sombra dominante dos paradigmas "masculino" da ética na esfera pública. Isto é especialmente uma realidade na discussão da ética nas Relações Internacionais, onde é predominantemente construída em uma linguagem da violência, tecnologias ou da economia, e que são conhecidos por ser tópicos de discussão masculino.
Ver a discussão de Kimberly Hutchings em "Ética" para obter mais detalhes sobre os fundamentos da teoria das Relações Internacionais

### Algumas autores que aplicam a teoria nas Relações Internacionais
Alison Watson
Watson descreve o problema de crianças nascidas na guerra, estupro e usa a teoria feminista da ética na abordagem destes problemas marginalizados. A invisibilidade é enfatizada na construção tradicional em grande parte da legislação internacional de discurso da maternidade como uma "atividade da esfera privada", onde importantes temas são focados, como filhos de guerra e estupro pode ser perdido na tradução do diálogo internacional e minimamente aflorado. A teoria da ética feminista é fornecida em termos de ampliação de diálogos teóricos das relações internacionais e a resolução de questões que permanecem marginalizadas.
Puechguirbal
Há evidências de que a falha em ampliar o escopo atual de ética em operações de manutenção da paz e reconstrução de estratégias, em torno de armas e violência, resulta em falha para atender as necessidades de homens e mulheres. Puechguirbal argumenta que o conflito é um "experiência de gênero" e aborda a importância das operações de manutenção da paz mantendo-se em verificar os impactos diferenciados da guerra sobre as mulheres, homens, meninos e meninas em situação de pós-conflito da sociedade, de modo a não marginalizar os grupos mais vulneráveis da população( atualmente, as operações de paz são fortemente masculina, no sentido de que a segurança gira em torno da cessação das hostilidades e do desarmamento). As operações de paz devem ser construídas descolando o foco apenas no desarmamento e a cessação das hostilidades contra membros de gangues para as construções sociais da violência contra as mulheres, homens e crianças que está incorporado em sociedades separadas pelo conflito. As questões de gênero não tem sido parte dos mandatos das missões de manutenção da paz, e exorta as mulheres a assumir um papel mais ativo nos processos políticos da reconstrução pós-conflito. A aplicação da ética feminista na manutenção da paz e estratégias de re-construção pode chegar a uma vasta gama de questões, bem como as não consideradas de extrema importância em diálogos de Relações Internacionais. As estratégias atuais não atingir os objetivos de gerar a paz, cessação da violência de gênero e abusos sexuais que continuam a atingir níveis elevados de incidência. Este continua a ser um resíduo das sociedades pós-conflito que deve ser resolvido. A implementação da ética feminista gera maior de manutenção da paz e construção estratégias de paz de gênero para atender as necessidades de ambos os sexos, de modo a ser implementado não apenas nas instituições, mas na sociedade.